# Guy-Philippe Luypaerts
Guy-Philippe Luypaerts (Wilrijk, 3 mei 1931 – Verviers, 8 mei 1999) was een Belgisch componist, muziekpedagoog, dirigent en pianist.

## Levensloop
Luypaerts studeerde aan het Koninklijk Conservatorium te Brussel en behaalde acht 1e prijzen (solfège, muziekgeschiedenis, piano, kamermuziek, harmonie, praktische harmonie, contrapunt en fuga). Verder behaalde hij zijn diploma met onderscheiding als uitvoerend pianist. Tot zijn docenten behoorden Jean Absil, Francis de Bourguignon, Jean Louël, Marcel Maas, Marcel Quinet en Léon Stekke. 
Hij begon zijn carrière als muziekpedagoog als docent piano en solfège aan verschillende muziekscholen en -academiën in en rond de Belgische hoofdstad Brussel. 
In 1961 werd hij met toespraak van Marcel Quinet piano solist bij het Filharmonisch Orkest van Luik. In 1963 werd hij docent voor harmonieleer aan het Koninklijk Conservatorium Luik en werd in 1966 opvolger van Hector Clockers als directeur van de stedelijke muziekacademie in Verviers. Met zijn werkzaamheden als pianist in het orkest stopte hij in 1969 en concentreerde zich vol op zijn twee functies als muziekpedagoog. In Verviers, wordt hij spoedig een acteur van het muzikale leven, hij wordt dirigent van het gemengd koor L'Émulation en was van 1965 tot 1998 dirigent van het kamerorkest en daarnaast ook voorzitter van het Orchestre Henri Vieuxtemps.
Hij componeerde voornamelijk kamermuziek en pianowerken, maar ook enkele orkest, muziektheater en vocale werken. Zijn stijl is gekenmerkt door jazz, de werken worden tijdens de examens aan de muziekacademies en conservatoria veel gespeeld. 
Zijn dochter Claudine Luypaerts, die meestal onder haar pseudoniem Maurane optrad, was een bekende Belgische zangeres.

## Composities

### Werken voor orkest
- Concert, voor sopraansaxofoon en kamerorkest
- Vive D'Jean D'Jean, symfonische fantasie over een populair thema uit Nijvel voor orkest

### Muziektheater

#### Ballet
| Voltooid in | titel        | aktes | première                            | libretto          | choreografie |
| ----------- | ------------ | ----- | ----------------------------------- | ----------------- | ------------ |
|             | Kaléidoscope |       | Verviers, Grand-Théâtre de Verviers | Tessa Vieillevoye |              |

### Vocale muziek

#### Liederen
- La plus belle des fleurs c'est encore l'amour, voor sopraan, saxofoon en orgel
- Simple chanson, voor zangstem en piano

### Kamermuziek
- Aurélia, voor klarinet en piano
- Contraste 2, voor cello en piano
- Divertissement, voor altviool en piano
- Escapade, voor saxofoon en piano
- Le Balladin, voor dwarsfluit en piano
- Syncopes en liberté, voor trompet en piano

### Werken voor piano
- 1983 Arc-en-Ciel, suite
- Capriccio
- Chaîne d'Union
- Fantaisie sur la Barcarolle verviétoise, voor piano zeshandig
- Frénétika
- Rhytmes et couleurs
- Sensual blues

### Pedagogische werken
- Leçons de solfège pour concours